# Igerna quadripunctulus
Igerna quadripunctulus är en insektsart som beskrevs av Melichar 1908. Igerna quadripunctulus ingår i släktet Igerna och familjen dvärgstritar. Inga underarter finns listade i Catalogue of Life.